# Adrian Mierzejewski
Adrian Mierzejewski (nascut el 6 de novembre de 1986) és un futbolista polonès que juga en l'A Nassr FC i l'equip polonès, com a migcampista.